# Гордійчук Петро Григорович
Петро́ Григо́рович Гордійчу́к нар. 1951, с. Долиняни, Вінницька область — літератор-перекладач.

## Біографія

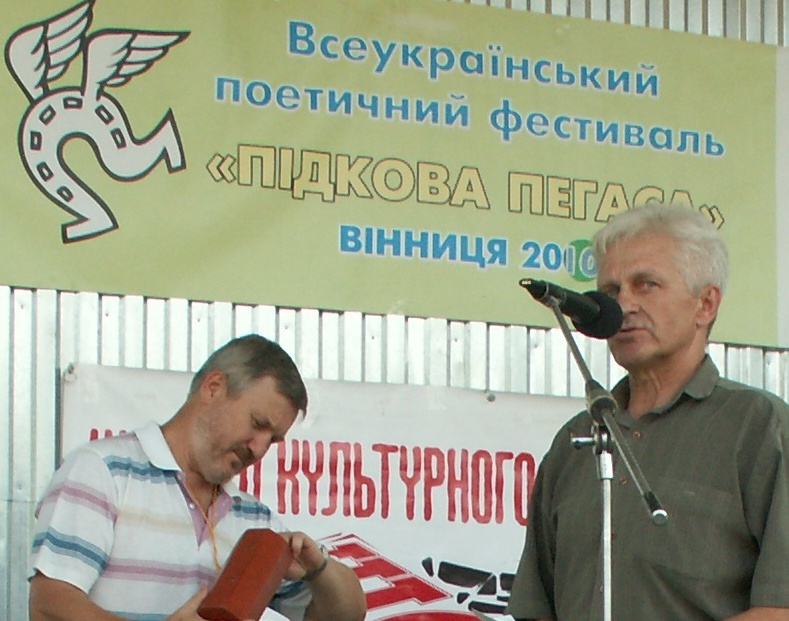
Петро Гордійчук на ІІІ Всеукраїнському фестивалі поезії «Підкова Пегаса», Вінниця, 2010

Народився 13 травня 1951 року в селі с. Долиняни Долиняни Мурованокуриловецького району Вінницької області. Після восьмирічки у 1969 закінчив Вінницький політехнічний технікум, а після служби в армії з 1972 до 1977 року навчався на філологічному факультеті денного навчання (відділення української мови і літератури) Київського державного університету ім. Т. Г. Шевченка. На 3 — 5 курсах в порядку обміну студентами між столичними вузами республік СРСР вивчав киргизьку мову та літературу в Киргизькому державному університеті в м. Фрунзе (нині Бішкек).
Працював у Чернігівському літературно-меморіальному музеї М. М. Коцюбинського, у школі, в редакціях районної та обласних газет, у видавництвах. З 2003 року по 2012 рік — головний редактор літературно-мистецького журналу «Вінницький край». З грудня 2012 р.  до квітня 2014 р. — голова Вінницької обласної організації Національної спілки письменників України. Живе у Вінниці.

## Літературна діяльність
Член Спілки письменників з 1983 р. Перекладач і упорядник понад дюжини книг. Автор численних публікацій власних поезій у періодиці, есеїв і замальовок про подільських колег-літераторів — Олександра Філіна, Віктора Тимчука та ін.

## Твори
Збірка поезій:
- «Ентальпія». Вірші. — Вінниця: ТОВ «Нілан-ЛТД», 2016. — 48 с.

Автор перекладів з киргизької мови книг:
- «Там, де теплий синій Іссик-Куль». Повість. — К.: Веселка, 1978;
- Киргизькі народні казки (також упорядник). — К.: Веселка, 1979, 1988;
- Асанбек Стамов. Нова рідня. Повість. — К.: Молодь, 1980;
- Джайлообек Бекніязов. Смугастий м'яч. Оповідання. — К.: Веселка, 1982;
- Кенеш Джусупов. Сабир і дідусь. Повість. — К.: Веселка, 1983;
- Узак Абдукаїмов. Битва. Роман. — К.: Дніпро, 1984;
- Насірдін Байтеміров. Сито життя. Роман. — К.: Дніпро, 1985;
- «Веселка Іссик-Кулю». Збірка оповідань (також упорядник). — К.: Молодь, 1986;
- «Сучасна киргизька повість» (також упорядник). — К.: Дніпро, 1987;
- Оскен Данікеєв. Відчай. Роман. — К.: Дніпро, 1990.

Статті:
- Гордійчук, Петро. «Жорстокий і чесний звір» [Про поета Олександра Філіна] // Независимый курьер. — 2005. — 25 мая. — С. 3;
- Гордійчук, Петро. «Вінницький край» — як спогад про майбутнє. // Погляд. — 2007. — 2007. — 1 — 7 січня. — С. 11;
- Гордійчук, Петро. Не забудь усміхнутися. До 75-річчя вінницького письменника Віктора Тимчука. // Вінницька газета (Спец. вип. газ. «П'ятниця»). — 2011. — 7 жовтня. — С. 8.

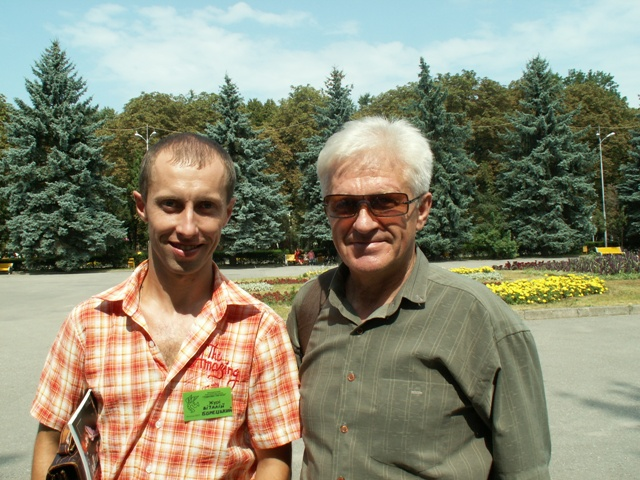
Подільські літератори Віталій Борецький і Петро Гордійчук, Вінниця, 2010

## Нагороди і почесні звання
- Вінницька обласна молодіжна премія ім. М. Трублаїні;
- Медаль НСПУ «Почесна відзнака» (2013);[3]
- Літературно-мистецька премія «Кришталева вишня» (2021).[4]